# Schoenenmuseum SONS

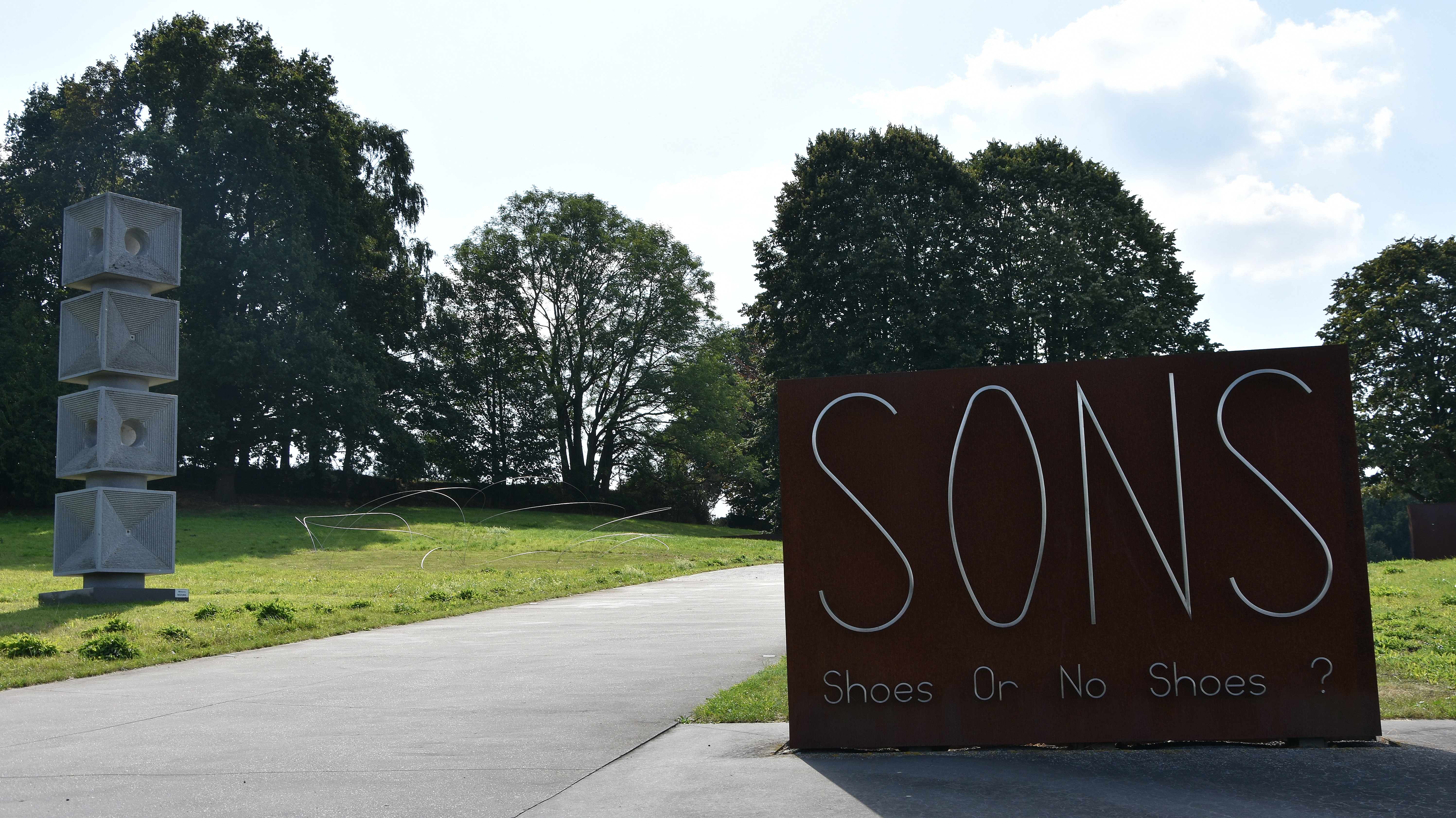
Shoes Or No Shoes

Het Schoenenmuseum SONS, dat staat voor Shoes Or No Shoes (Schoenen of geen schoenen) is een museum en tentoonstellingsruimte in Kruishoutem, exclusief voorbehouden aan de schoen. Het bevat deels een kunstverzameling van tot kunst omgevormde schoenen.
De naam van het museum verwijst naar de vraag die de bezoeker kan stellen of schoenen bewerkt door een kunstenaar kunst vertegenwoordigen of niet.

## Geschiedenis
De collectie schoenen is ondergebracht in de in 2009 ingrijpend verbouwde kunstgalerij Emile Veranneman uit 1973 te Kruishoutem. Het project kwam er op aansturen van de schoenfabrikant Dirk Vanderschueren, schoenverzamelaar William Habraken en het schoenmakerskoppel Veerle Swenters en Pierre Bogaerts. Het bestaande gebouw werd behangen met platen uit lood.

## Collectie
In de vroegere kunstgalerij is de collectie thematisch geordend. Men vindt er:
1. De etnografische schoencollectie van William Habraken bestaande uit 3100 paar schoeisel uit 155 landen en gebiedsdelen. Deze verzameling is door Guinness World Records erkend als de grootste collectie van stam- en volkenkundig schoeisel.[1]
2. De moderne collectie van Swenters&Bogaerts voortvloeiend uit een eerder opgestart kunstproject rond het thema schoen waarbij vermaarde kunstenaars als Arman, Baselitz, Jan Fabre, Richard Long, Panamarenko, Michelangelo Pistoletto, Gerhard Richter en Tom Wesselmann een schoen omvormden tot kunstobject
3. De designerscollectie van William Habraken bevattende unieke exemplaren van 20e-eeuwse schoenontwerpers met onder meer creaties van André Perugia, Salvatore Ferragamo, Christian Louboutin en Manolo Blahnik
4. De sneakers collectie
5. Cartoons
6. Bibliotheek met informatie over schoenen

## Galerij

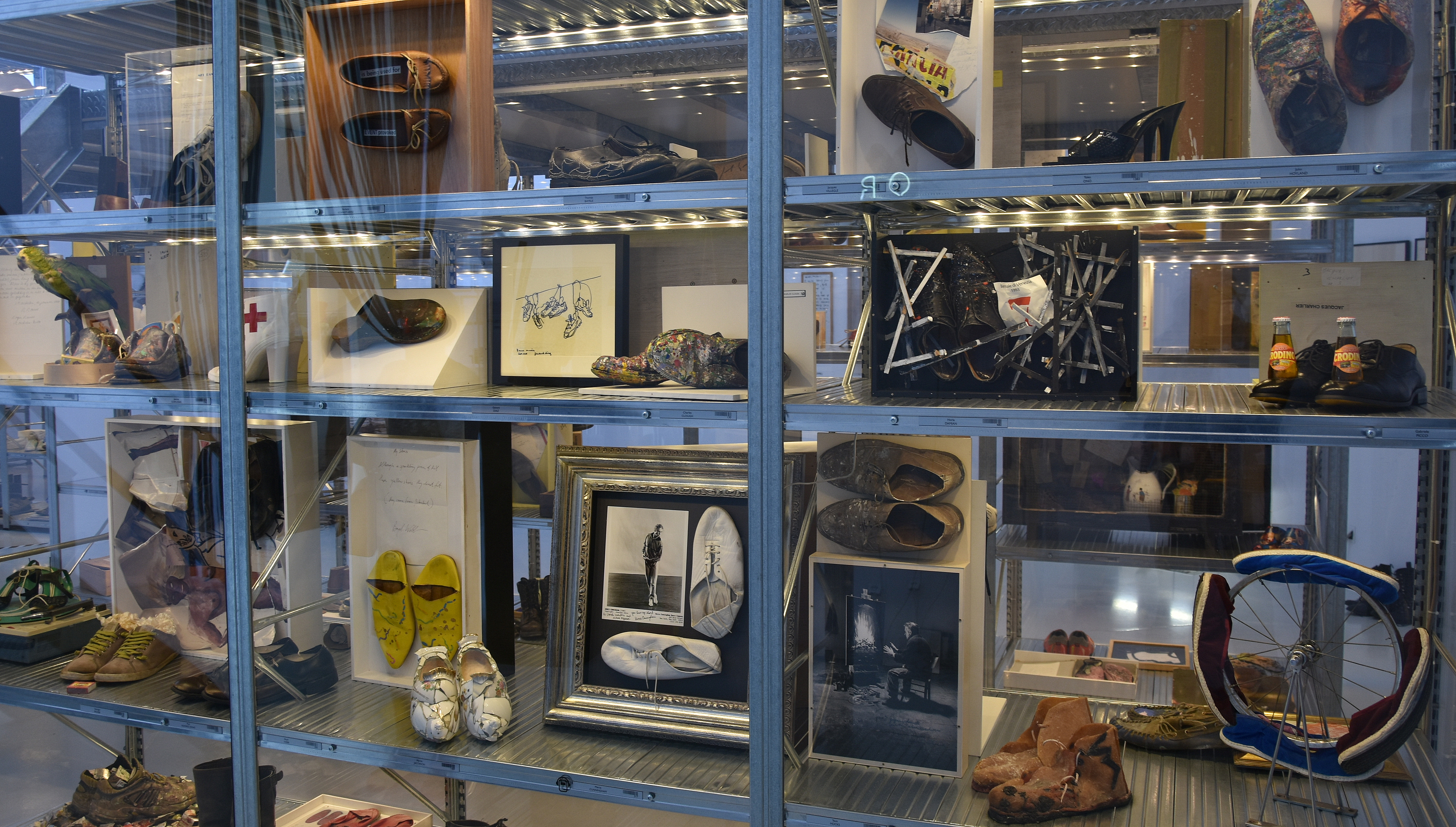
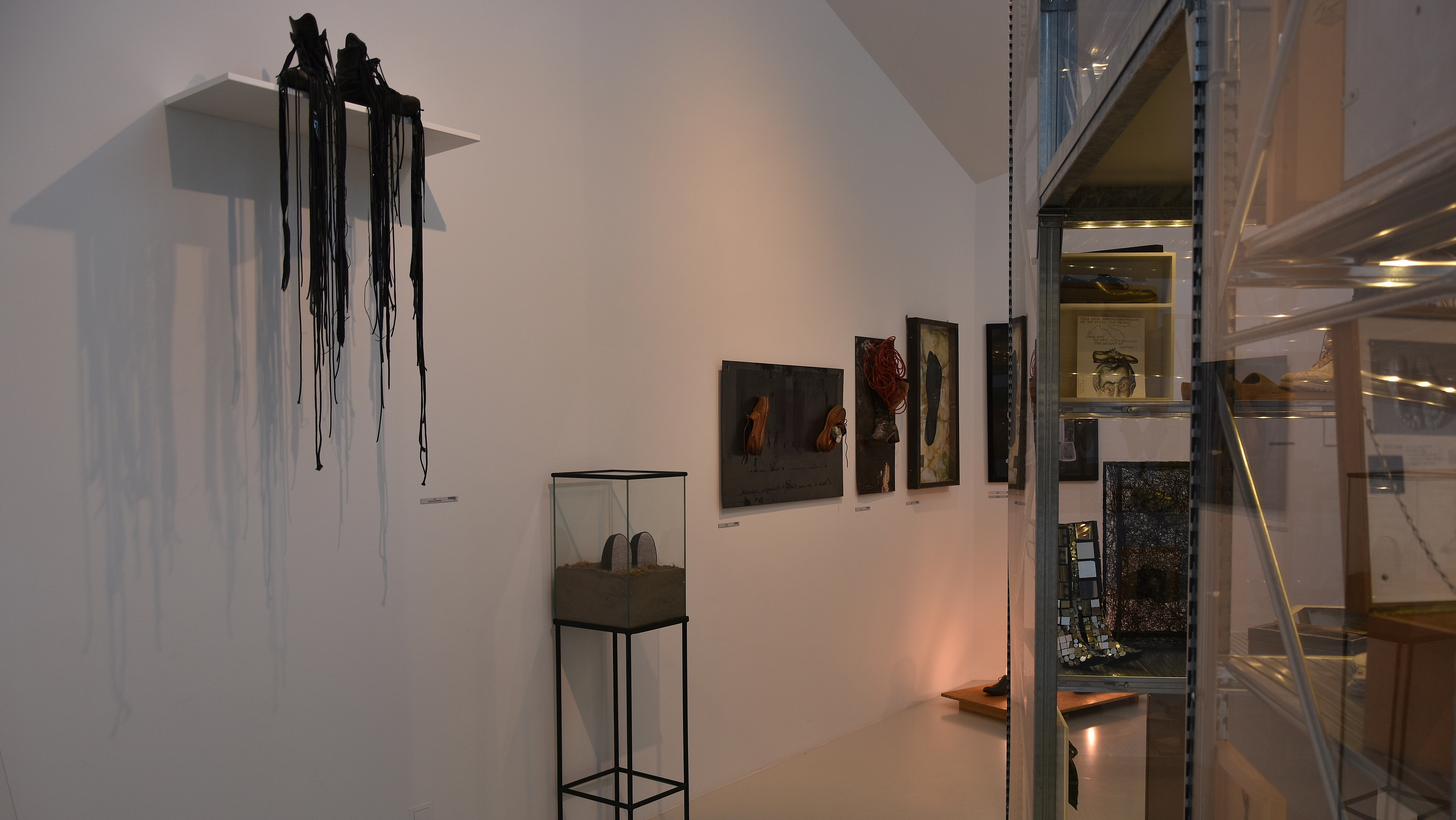
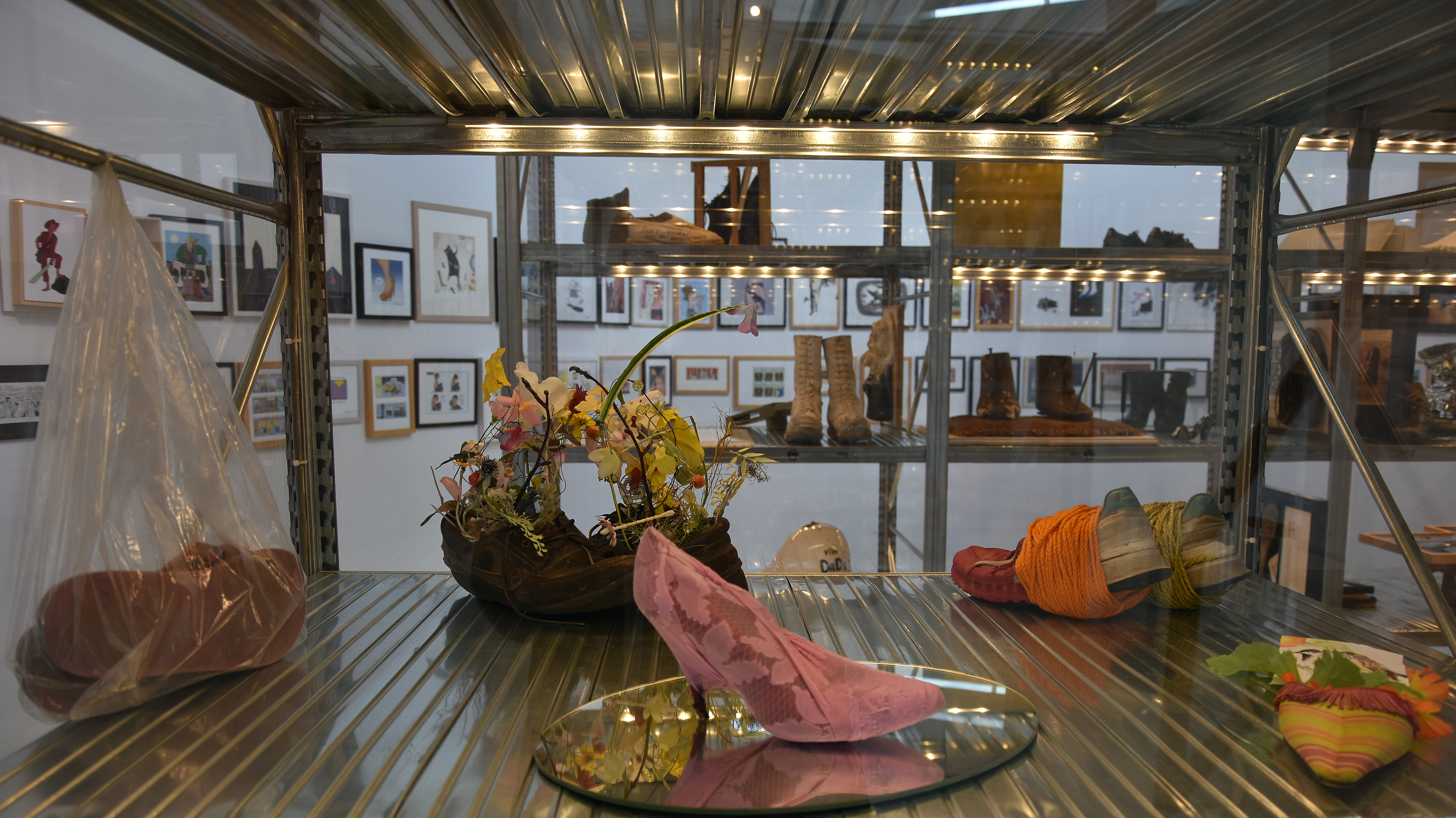
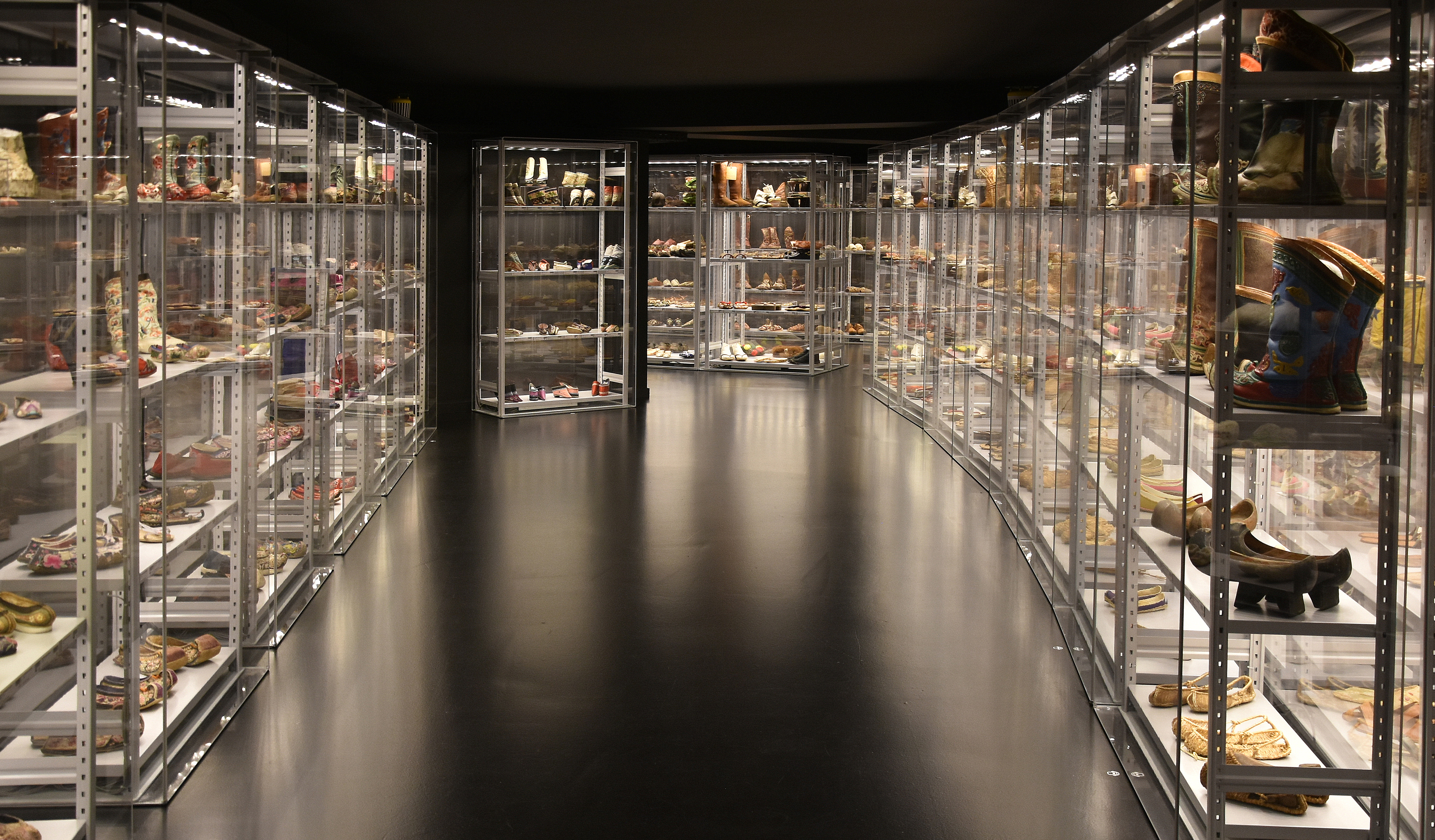
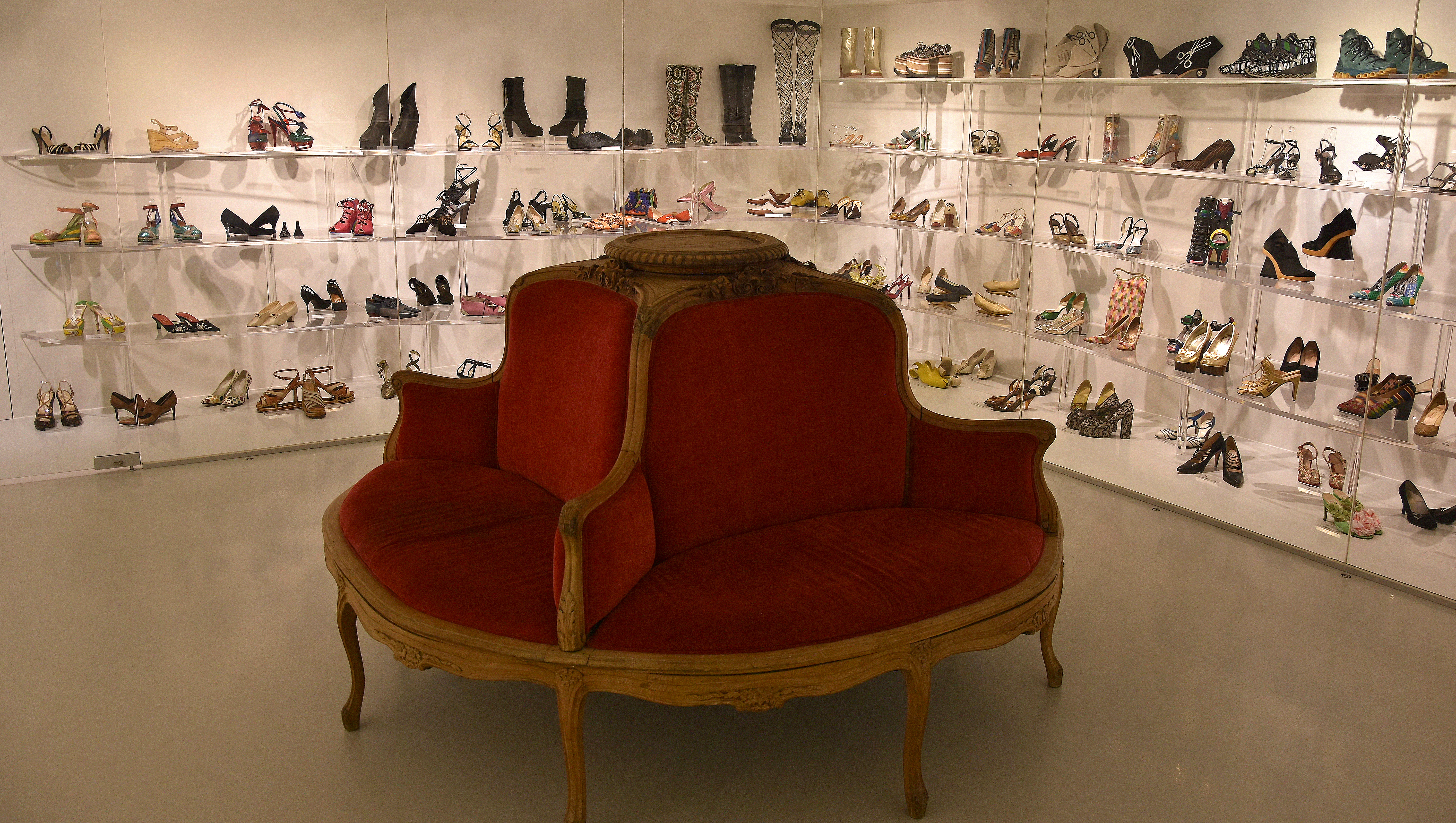
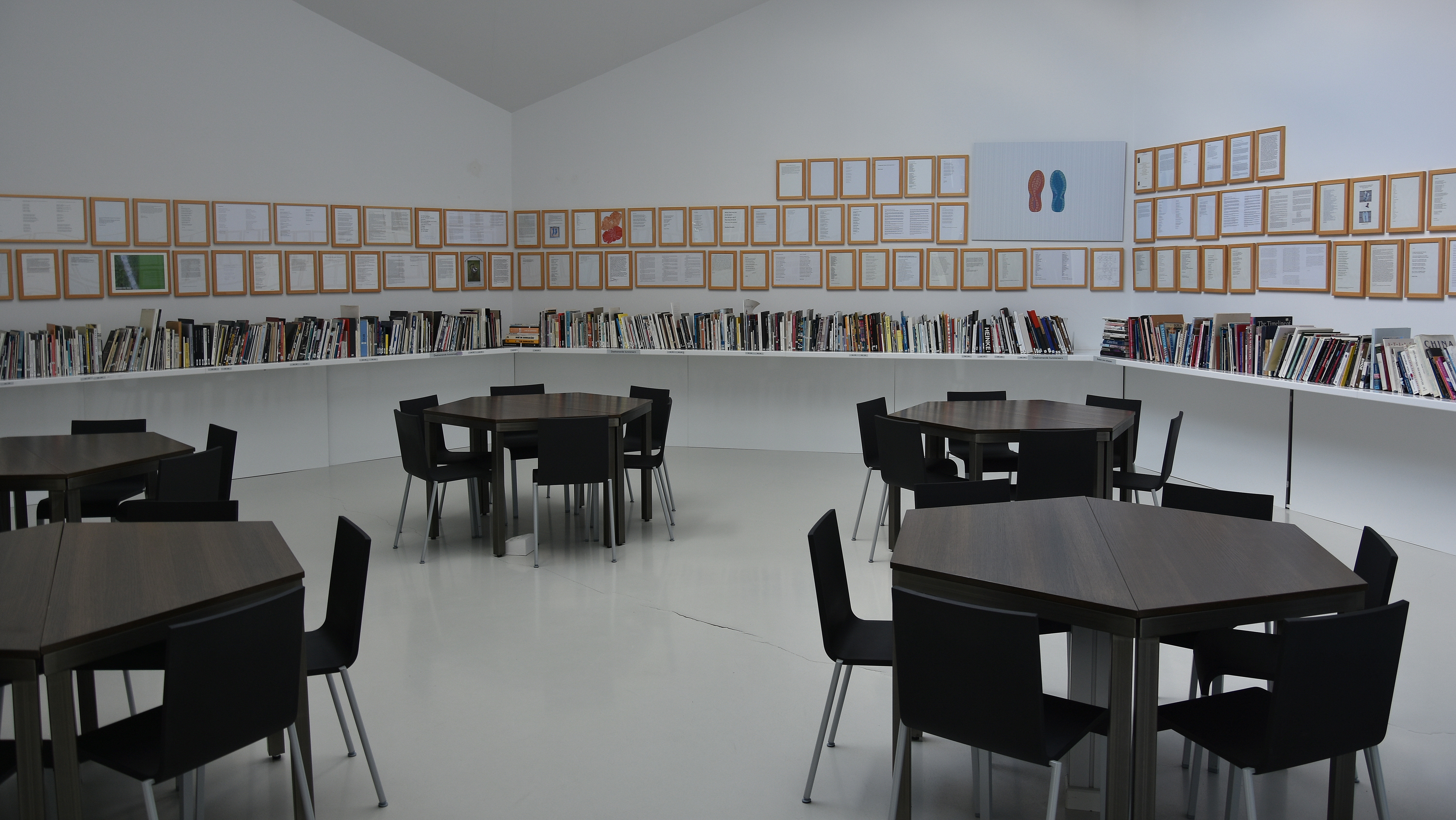
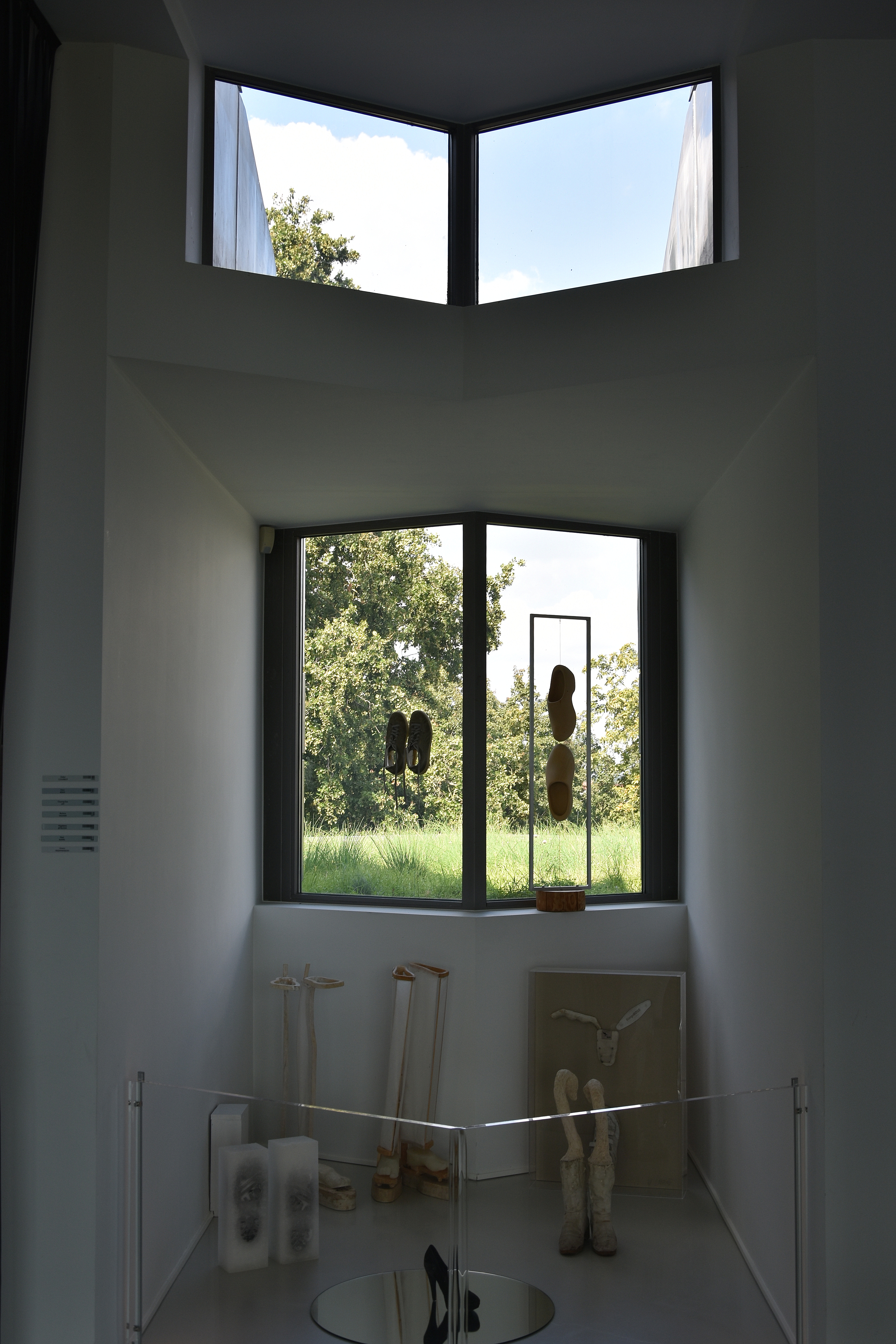
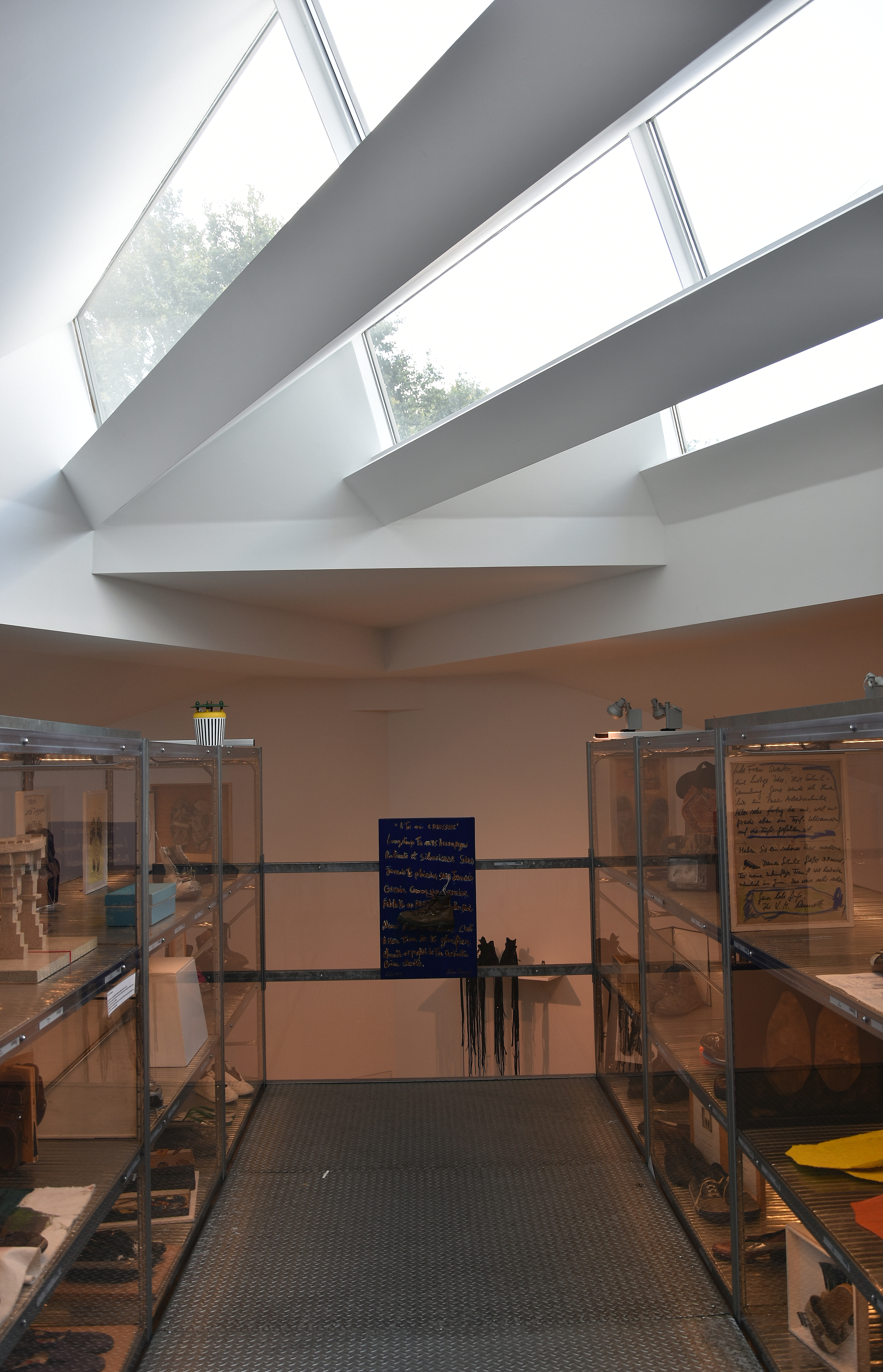
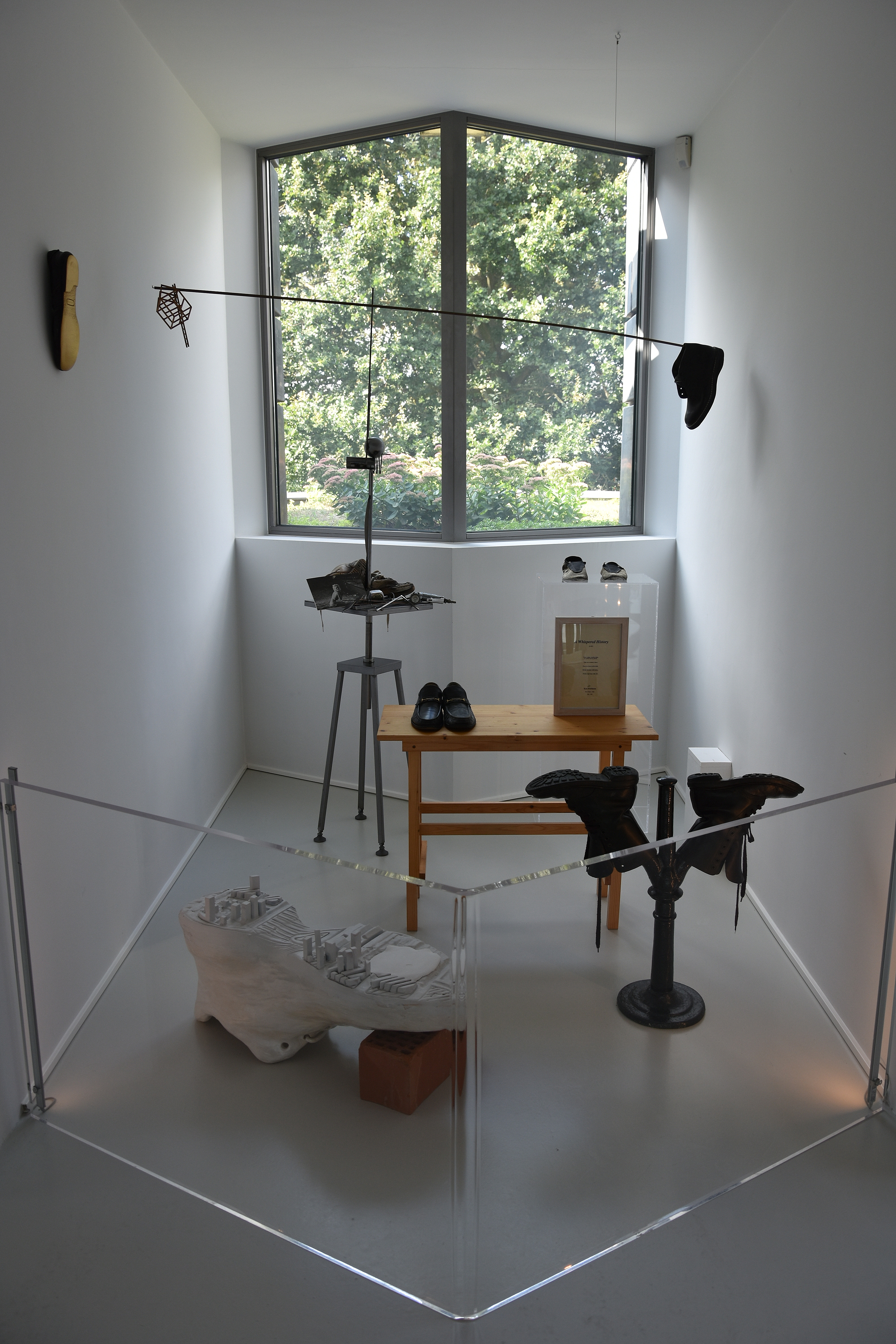